# Stanowiska (powiat włoszczowski)

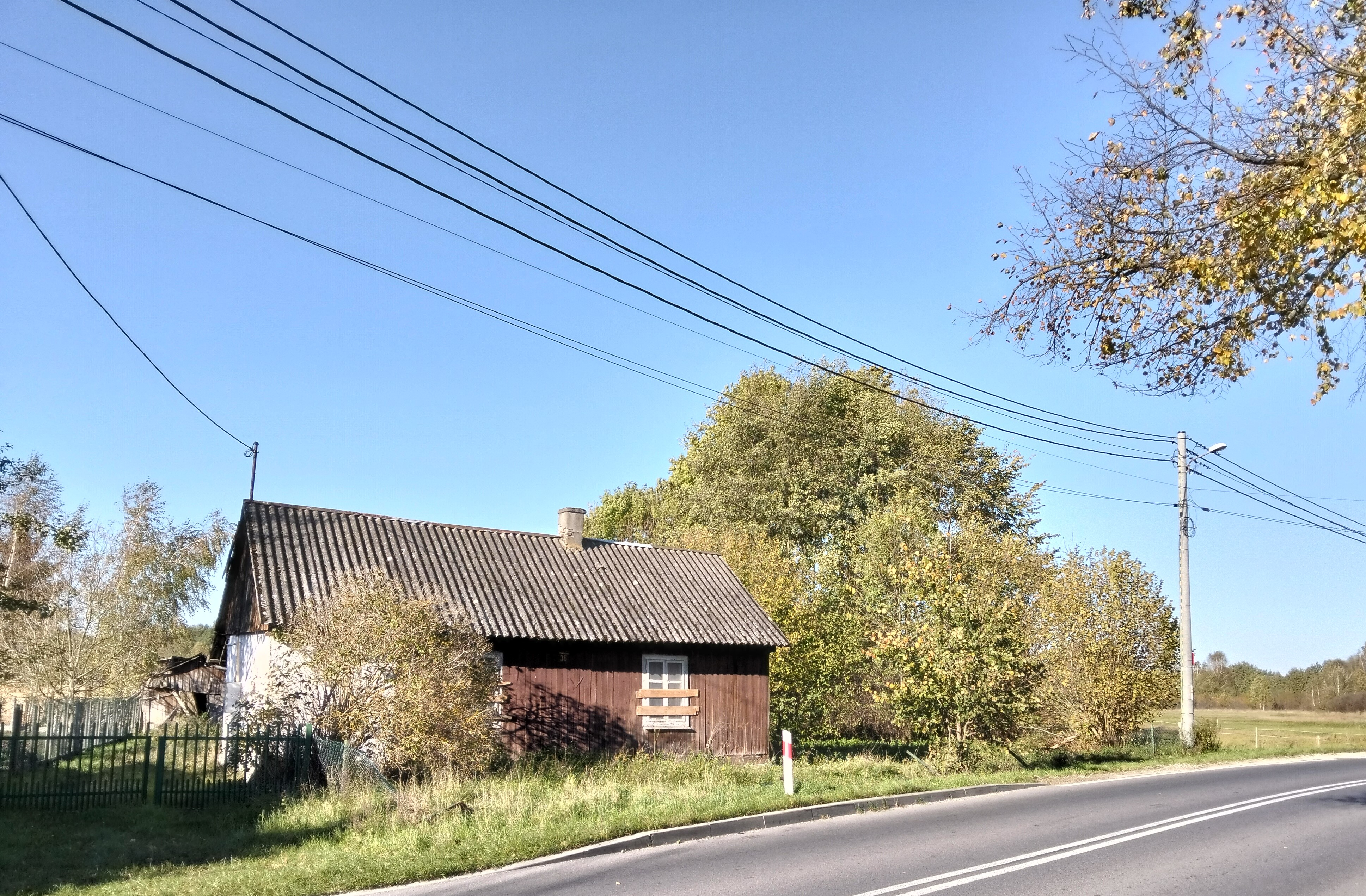
Stary dom drewniany we wsi

Stanowiska – wieś w Polsce położona w województwie świętokrzyskim, w powiecie włoszczowskim, w gminie Kluczewsko.
| SIMC    | Nazwa    | Rodzaj     |
| ------- | -------- | ---------- |
| 0542333 | Żabiniec | przysiółek |

Miejscowość Stanowiska leży w Niecce Włoszczowskiej, na terenie Przedborskiego Parku Krajobrazowego, w pobliżu rzek Czarnej Włoszczowskiej i Pilicy, w odległości kilku km znajdują się 2 rezerwaty – Murawy Dobromierskie i Buczyna. W okolicznych lasach – miejsca obozowisk oddziałów partyzanckich Armii Krajowej.
Przez Stanowiska przebiega droga wojewódzka nr 742 łączącą Jędrzejów i Łódź.
Wieś jest siedzibą rzymskokatolickiej parafii św. Jakuba.

## Historia
W 1540 r. Stanowiska były własnością Mikołaja Szczukockiego. Według Słownika geograficznego Królestwa Polskiego i innych krajów słowiańskich, wyd. w Warszawie w końcu XIX w., miejscowość Stanowiska stanowiła wieś i folwark, posiadała kościół i szkołę podstawową i liczyła 22 domy. W 1887 r. istniał także folwark o nazwie Koprusza. Według Skorowidzu miejscowości Rzeczypospolitej Polskiej Stanowiska składają się z folwarku i wsi; folwark – 3 budynki z przeznaczeniem na zamieszkanie, liczy 63 osoby (w tym 3 wyznania mojżeszowego), wieś – 44 budynki z przeznaczeniem na zamieszkanie, liczy 294 osoby.
W latach 1975–1998 miejscowość należała administracyjnie do województwa piotrkowskiego; wcześniej do województwa kieleckiego. 

## Zabytki
- Kościół św. Jakub Apostoła. Parafia powstała najprawdopodobniej na przełomie XV i XVI wieku, należała kiedyś do archidiakonatu kurzelowskiego. Według Liber beneficiorum Jana Łaskiego w Stanowiskach znajdował się kościół parafialny murowany z kamienia, pod wezwaniem św. Jakuba, z nadania dziedziców ze Stanowisk i Silnicy Dużej; do kościoła na mocy odwiecznego zwyczaju parafialnego należało według Łaskiego siedem wsi – Stanowiska, Wola Bobrownicka, Bobrowniki, Mrowina, Dobromierz, drugi Dobromierz oraz Wola Łapczyna. Obecny kościół został odrestaurowany w 1800 r. przez Michała Czaplickiego, sędziego ziemi chęcińskiej, dziedzica dóbr w Łapczynej Woli i Mrowinie; mówi o tym łaciński napis nad głównym drzwiami kościoła. Pod kościołem znajdują się groby rodziny Czaplickich: Jakuba, syna Michała, jego żony oraz Leopolda i jego żony Florentyny z Kamockich, a także dwóch księży, najprawdopodobniej proboszczów. Wejście do krypty obecnie jest zamurowane. W kościele parafialnym m.in. nastawa nad tabernakulum – pelikan karmiący krwią swoje pisklęta.
- W Kopruszy należącej obecnie do Stanowisk – kaplica cmentarna rodziny Czaplickich, wybudowana w drugiej połowie XIX wieku. Pochowano tam m.in. Lucynę, Leopolda i Marię Czaplickich oraz Zenona i Benedykta Poklewskiego-Koziełło; znajdują się tam także dwie trumienki dziecięce. Na zewnątrz kaplicy znajduje się kilka grobów, m.in. Heleny z Poklewskich-Koziełło Czaplickiej.
- Pozostałości parku dworskiego. Dwór, już nieistniejący, należał do rodziny Czaplickich h. Lubicz; Eugenia Benedykta Czaplicka, córka Karola, urodzona 19 marca 1888 r. w Łapczynej Woli, wyszła za Jana Ireneusza Laskowskiego. Z małżeństwa Eugenii i Ireneusza narodziło się troje dzieci: Michał Kacper Marian (1913), Anna Maria (1916) i Karol Ryszard (1924). W styczniu 1945 państwo Laskowscy zostali zmuszeni do opuszczenia domu i folwarku. Eugenia Benedykta z Czaplickich Laskowska zmarła 3 V 1973 roku; pochowana w Poznaniu[8][niewiarygodne źródło?].
- Figura św. Franciszka na wysokim kopcu.
- Kapliczka przy wejściu do parku podworskiego.

## Dzielnice
- Stanowiska – część główna położona przy drodze wojewódzkiej nr 742
- Błonie – domy przy ulicy położona we wschodniej części Stanowisk
- Żabiniec – domy znajdujące się przy ulicy biegnącej w kierunku południowym, w kierunku wsi Januszewice.
- Koprusza – dawniej samodzielna wieś, przyłączona do Stanowisk w 2005 r., położona przy drodze wojewódzkiej nr 742.

## Edukacja
Szkoła, która znajdowała się w miejscowości Stanowiska, została zlikwidowana po reformie oświatowej w 1999 roku. Obecnie dzieci uczęszczają do szkół w Kluczewsku i Dobromierzu.